# Шолойки
Шолойки (до 2009 року — Шалойки) — село в Україні, у Козелецькій селищній громаді Чернігівського району Чернігівської області. Населення становить 42 особи. До 2020 орган місцевого самоврядування — Лемешівська сільська рада.

## Історія
Список наявних у Малоросійській губернії селищ 1799-1801 років подає дані, що в "деревне Митьки она же и Шелоики" проживало 37 податкових душ.
12 червня 2020 року, відповідно до розпорядження Кабінету Міністрів України № 730-р «Про визначення адміністративних центрів та затвердження територій територіальних громад Чернігівської області», увійшло до складу Козелецької селищної громади.
19 липня 2020 року, в результаті адміністративно - територіальної реформи та ліквідації Козелецького району, село увійшло до складу Чернігівського району Чернігівської області.

## Назва
Литовські слова šalti, šalo перекладаються як «мерзнути».

## Населення

### Мова
Розподіл населення за рідною мовою за даними перепису 2001 року:
| Мова       | Кількість | Відсоток |
| ---------- | --------- | -------- |
| українська | 82        | 100%     |

## Відомі люди
Уродженкою села є Шолойко Анастасія Карпівна (1913 — ?) — Герой Соціалістичної Праці.